# Pont Haudaudine
Pour les articles homonymes, voir Haudaudine.
Le pont Haudaudine est un pont qui franchit le bras de la Madeleine de la Loire à Nantes.
Composé de trois travées, il relie le centre-ville (rue Gaston-Veil) à l'île de Nantes (rue Louis-Blanc).
Depuis 1959, ce pont constitue, avec le pont ferroviaire de Pirmil, la limite maritime de la Loire à Nantes, puisqu'à cette époque ils étaient les derniers ouvrages sur le fleuve avant son embouchure, et formaient alors un obstacle infranchissable aux navires opérant dans le port de Nantes pour remonter le fleuve plus en amont. Au delà de ces ouvrages, la Loire est considérée comme fluviale.

## Histoire

### Premier pont
À la fin du XIXe siècle, le pont Haudaudine se trouvait dans le prolongement de l’axe formé par le pont de la Bourse et le pont Maudit desservant l'île Feydeau, et qui n'existent plus de nos jours. Il fut édifié afin de servir d’amorce à une seconde ligne de ponts reliant la place du Commerce au nouveau quartier de la place de la République et de là rejoindre la place Victor-Mangin via le boulevard Victor-Hugo, puis le pont de Pirmil. Le projet franchissement de la Loire à cet endroit est déjà visible sur le plan de la ville dressé par Amouroux en 1849.  
La construction du premier ouvrage est comprise dans l’emprunt voté le 19 octobre 1875 par le conseil municipal, lequel décide, dans sa séance du 31 mars 1876, que la Ville contribuera aux frais de construction pour une somme de 430 000 francs, l'État jugeant de l'importance du pont contribua à la moitié de son financement. Il comportait cinq arches en fonte reposant sur quatre piles et deux culées en maçonnerie,, devenant ainsi le deuxième pont à pouvoir franchir le bras de la Madeleine, l'un des deux plus importants bras de la Loire à Nantes. En 1888, la deuxième ligne de l'ancien tramway nantais (surnommée « ligne des ponts ») emprunte l'ouvrage pour rejoindre le sud-Loire, en desservant la gare de l'État, deuxième plus grande gare de Nantes à l'époque, située sur la Prairie-au-Duc toute proche, renforçant ainsi l'intérêt de ce pont par le rapport à celui de la Madeleine situé immédiatement en amont, plus ancien et sérieusement fragilisé par de nombreuses crues. 
Consolidé entre 1921 et 1924, il fut dynamité par les Allemands lors de leur retraite en 1944. Réparé, il est rouvert à la circulation le 17 août 1945.

### Deuxième pont
L'ancien pont Haudaudine se révéla être inadapté à la circulation automobile croissante et fut, par conséquent, remplacé par le pont actuel. Sa construction, en béton précontraint et utilisant la technique de poutre caisson, commença en 1973 et s'étala sur six ans,. Un pont Bailey assure la circulation durant les travaux. Il fut inauguré le 22 décembre 1979.